# Adolfo Moreno
Adolfo Moreno är en ort i Mexiko.   Den ligger i kommunen Altotonga och delstaten Veracruz, i den sydöstra delen av landet, 200 km öster om huvudstaden Mexico City. Adolfo Moreno ligger 2 146 meter över havet och antalet invånare är 1 413.
Terrängen runt Adolfo Moreno är varierad. Runt Adolfo Moreno är det ganska tätbefolkat, med 108 invånare per kvadratkilometer. Närmaste större samhälle är Teziutlan, 16,4 km nordväst om Adolfo Moreno. I omgivningarna runt Adolfo Moreno växer i huvudsak blandskog.